# Mysticons
 (novembre 2017).
Mysticons est une série télévisée d'animation sino-américano-canadienne en 40 épisodes de 22 minutes, diffusée entre le 28 août 2017, et le 15 septembre 2018 sur Nickelodeon, et sur YTV au Canada.
Elle est doublée au Québec et diffusée depuis le 9 septembre 2017 sur Télétoon, et en France depuis le 21 octobre 2017 sur Nickelodeon France et sur Gulli depuis le 7 octobre 2018.

## Production de la série
Le dessin animé est une collaboration entre les compagnies Nelvana, Playmates Toys, The Topps Company et Nickelodeon. Sean Jara, qui a écrit pour des séries telles que Johnny Test, Degrassi : La Nouvelle Génération, Max Steel, Hot Wheels Battle Force 5 et Inspector Gadget, a créé la série et est conteur exécutif ainsi que producteur,.
Originellement envisagée comme orientée vers les garçons, la série a changé de public durant le développement, pour cibler les filles âgées de 12 ans et plus,,,. Le changement a eu lieu en raison de l’intérêt de Nickelodeon pour le public féminin.
Dark Horse Comics publie une série de bandes dessinées basée sur la série au début de l’été 2018.

## Synopsis
La série met en scène quatre jeunes adolescentes à la cité de Drake,dans le royaume de Gemina. Élues pour devenir de légendaires héroïnes : les Mysticons. Fortes et puissantes grâce aux pouvoirs du tout-puissant Disque du Dragon.
La série narre la quête des quatre livres de magie ainsi que des symboles du pouvoir mythique du Codex.

## Personnages

### Mysticons
- Arkayna Goodfey (magicienne Mysticons) – Princesse de Gemina, magicienne Mysticon du Dragon,
- Sa signature est vert foncé.
- Son arme est Mysticon.
- Son griffon est appelé Izzie.
- Son symbole de pouvoir mythique est le dragon.
- Chaque fois qu'elle utilise les pouvoirs du livre du Dragon, ses yeux brillent en blanc.
- Emerald Goldenbraid (guerrière Mysticons) –
- Sa signature est violet et, quelquefois, rose.
- Son griffon est appelé Topaz.
- Elle est connue pour être « le cœur » de l'équipe.
- Son symbole de pouvoir mythique est la licorne.
- Zarya Moonwolf (chasseuse Mysticons) –
- Sa couleur de signature est bleu foncé.
- Son arme est un arc à courte distance, avec lequel elle tire un ensemble de flèches mythiques.
- Elle est considérée comme « le muscle » du groupe.
- Elle appelle d'abord son griffon Fétide puis Archer.
- Exclue de l'équipe dans « Fléau des sept cieux », elle s'en va en solitaire.
- Son symbole de pouvoir mythique est le loup.
- Piper Willowbrook (sentinelle Mysticons) –
- La couleur de sa signature est jaune.
- .Ses armes sont trois cerceaux jaunes qui agissent comme des boomerangs, capables de rendre les ennemis inconscients à distance.
- Son griffon est appelé Miss Paisley.
- Elle est connue comme « la fêtarde » de l'équipe.
- Son symbole de pouvoir mythique est le phénix, obtenu dans L'Enfant Mysticon.
- Son nom complet est Pyperia Ashryn Elvanestri.

### Compagnons
- Choko - Choko est une créature crépue et blanche, ressemblant à une taupe, avec des oreilles rose pâle, qui est le compagnon et ami de longue date de Zarya. Il est de bonne assistance aux Mysticons dans quelques combats.
- Izzie - Ce griffon et ami loyal d'Arkayna depuis son enfance est ornée de selle et casque vert foncé qui protègent sa vue, renforcés d'attaques pointues.
- Topaz - La monture griffon loyale d'Emerald, ornée d'une couverture et d'un casque violets.
- Miss Paisley - La monture griffon de Piper, ornée d'une couverture orange clair. Il est révélé que le nom provient d'un griffon en peluche de Piper quand elle était enfant.
- Archer - La monture griffon de Zarya, initialement appelée Fétide à cause de son haleine. Elle le renomme Archer, probablement en raison de sa capacité à tirer des arcs mythiques plus rapides que l'éclair de son arc à courte distance, de son Mysticon Ranger.

### La famille d'Arkayna
- Gawayne l'illustre – Le demi-frère égoïste et gâté d'Arkayna est aussi la source de ses frustrations. Il est officiellement couronné Roi du royaume de Gemina dans Le Couronnement, lors duquel il est enlevé et utilisé comme otage contre les Mysticons pour livrer le Disque du Dragon. Il ne sait pas encore que le Mage du Dragon mysticon, qu'il déteste déjà, est sa demi-sœur.
- Le roi Darius – Le deuxième époux de Goodfey, le père de Gawayne et le beau-père d'Arkayna, il est transformé en pierre par Dreadbane dès le premier épisode, Sœurs en armes.
- La reine Goodfey – C'est la mère d'Arkayna et la reine du monde magique des puissants Mysticons. Elle les présente accompagnés de leur griffons durant leur entrainement de vol. Elle est transformée en pierre par la magie diabolique de Dreadbane. Son absence pousse son arrogant et égoïste beau-fils à devenir roi à sa place. Ce qui est arrivé à son premier mari est inconnu.

### La famille d'Émeraude
- Mrs Goldenbraid - La mère optimiste et surexcitée d'Émeraude vit dans un chalet dans la ville de Bradix Hollow. Une de ses recettes de famille est une soupe que Zarya n'aime pas. Elle donne à Arkayna un anneau d'espoir qui va la fortifier pour remplir sa quête de parvenir à stopper Dreadbane, et sauver sa mère et son beau-père de la pétrification. Elle croit qu'Émeraude travaille dans un château en tant que dresseuse de griffons. Son prénom est inconnu.
- Malachite Goldenbraid - C'est le père grincheux et froid d'Émeraude, avec qui elle était très proche, enfant, et qui l’appelle Twinkle Poo à son grand désarroi. Ce nain ingénieur a son propre atelier dans le sous-sol du chalet. Il désapprouve que sa fille travaille au château, mais admet qu'il a toujours été fier d'elle, après avoir vu ses compétences d’ingénierie en action. Il est le seul à connaitre son identité en tant que chevalière Mysticon.
- Halite et Ferrus Goldenbraid - Les frères jumeaux cadets d'Émeraude apprécient de faire des gaffes et d'embarrasser leur grande sœur. Ils ont tous deux un fort goût pour Piper et ses caprices enfantins. Halite a hérité des cheveux de sa mère, alors que Ferrus a la couleur des cheveux de son père.

### Astromanciens
- Nova Terron – Ce meneur terne et barbu, que Piper a tendance à taquiner sur sa drôle de voix aiguë, est venu pour jouer au jeu vidéo Avatars of the Apocalypse.
- Malvaron – Ce jeune et talentueux astromancien est stationné dans un Palace. Il devient le nouvel instructeur des Mysticons, sur la manière de maîtriser et manier leurs capacités mythiques acquises récemment à la perfection.
- Tazma – La sœur ainée de Malvaron préfère l'entrainement au talent naturel. Elle est choisie pour entraîner les Mysticons au début, puis elle trahit les Mysticons et les astromanciens pour obtenir le pouvoir pour elle-même. Elle a été le mage qui a forcé Zarya et Piper à voler le Disque du Dragon en échange de Choko dans le tout premier épisode. C'est un personnage secondaire.
- Douglaphius « Doug » Hadderstorm - Ce grand cyclope astromancien, ami de Malvaron, devient l'assistant de Malvaron pour entraîner les nouvelles Mysticons. Il a une obsession pour une petite collection d'enfants appelée Poney brillant.

### La Main spectrale
- Reine Necrafa – Meneuse décédée de La Main spectrale, qui a été détruite entièrement par le Mage du Dragon original, un millier d'années auparavant. Dans Le Fléau des sept cieux, il est révélé qu'elle va être ressuscitée par Dreadbane, en utilisant le Disque du Dragon. Elle retourne avec succès à la vie dans le 13e épisode, et a un plan pour utiliser les défenses de Cité de Drake contre eux-mêmes.
- Baron Dreadbane – Le nouveau meneur mort-vivant de l'armée des squelettes veut à tout prix l'ancien et tout-puissant Disque du Dragon des Mysticons, afin d'exploiter son pouvoir mythique pour ressusciter la reine Necrafa, pour laquelle il éprouve des sentiments.
- Les mages des Ténébres – Ces assassins femelles sont envoyées pour empêcher les Mysticons et leurs alliés de retrouver les quatre fragments de l'ancien Codex. L'ancienne astromancière Tazma est une d'entre elles.
- Kymraw - Ce grossier troll femelle apparaît dans Le Couronnement, et participe à l'enlèvement de Gwayne. Elle jure vengeance sur les Mysticons, et retourne pour la prendre dans L'Enfant Mysticon et Le Fléau des Sept Cieux. Elle parle à la troisième personne. Elle donne à Dreadbane des informations sur l'ancien et tout-puissant Codex, lorsqu'elle surprend la fanfaronnade de Piper.
- General Tibion - Meneur de l'armée des squelettes, et le leader mignon de Dreadbane.

### Pirates des cieux
- Kitty Boon - Capitaine des Crânes roses. Elle est la meilleure amie de Zarya, avant de rencontrer Piper. Elle tire profit de la confiance de Zarya et de sa loyauté pour devancer les Mysticons et s'emparer du Disque du Dragon, ce qu'elle accomplit. Elle donne le disque à Dreadbane en échange d'or. Elle revient dans Cieux de feu et combat aux côtés des Mysticons

## Épisodes

### Saison 1
1. Sœurs d'Armes
2. La Formation des Mysticons
3. Le Couronnement
4. Le Phénix
5. Œil pour œil
6. Cœur en or
7. Astropirate
8. Perdue et retrouvée
9. Un travail d'astromancien
10. Promenade de santé
11. L'Invasion des flantômes
12. Tempête de feu
13. Gloire à Necrafa
14. L'Astrodôme
15. Le Trident d'argent
16. Les Gemmes du passé
17. Jour de colère
18. Oiseau de malheur
19. Dans les yeux de mon ennemi
20. Que la quête commence

### Saison 2
1. Trois Mysticons et un bébé
2. La Malédiction des sœurs
3. Le Cri de la Banshee
4. Entre deux lendemains
5. L'Union des étoiles jumelles
6. La Colère du dragon
7. Le Masque
8. Le Rendez-vous
9. Tout est bien qui finit mal
10. Le Sceptre perdu
11. L’Éclipse du cœur d’or
12. Le Dernier Dragon
13. Videorame
14. Le Foz qui sauva la fête du Lotus
15. Cœur de pierre
16. La Chasse au monstre
17. La Princesse et l’astropirate
18. Voyage au pays des souvenirs
19. Craignez la main spectrale
20. L’Ère des dragons

## Voix
- Dan Lett : Nova Terron
- Alyson Court : Arkayna Goodfey, magicienne Mysticon
- Nicki Burke : Zarya Moonwolf, chasseuse Mysticon
- David Berni : Gawayne l'illustre
- Evany Rosen : Emerald Goldenbraid, guerrière Mysticon
- Michelle Monteith : Tazma Grimm
- Mac Heywood : Dreadbane
- Ana Sani : Piper Willowbrook, sentinelle Mysticon
- Mac Heywood : Malvaron

 Source et légende : version québécoise (VQ) sur Doublage.qc.ca